# Tunisie à l'époque médiévale
La Tunisie à l'époque médiévale est marquée par le développement urbanistique du pays et l'apparition de grands penseurs tels que l'historien et père de la sociologie moderne Ibn Khaldoun, le juriste Sahnoun ibn Saïd ibn Habib at-Tanukhi et le médecin Ibn Al Jazzar.

## Invasions arabes

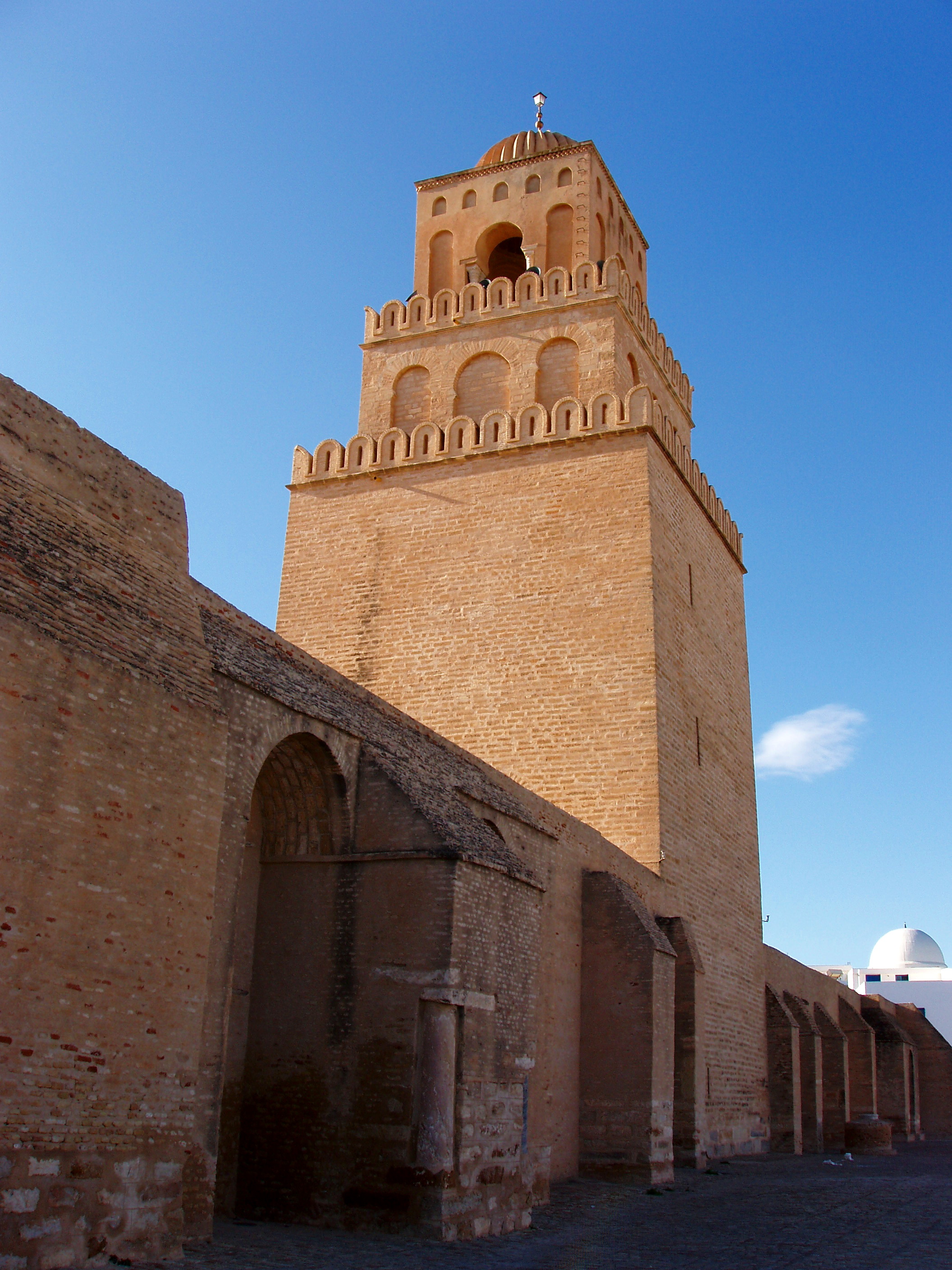
Minaret de la grande mosquée de Kairouan fondée en 670.

Trois expéditions sont nécessaires pour que les Arabes réussissent à conquérir la Tunisie. Dans ce contexte, la conversion des tribus ne se déroule pas uniformément et connaît des résistances, des apostasies ponctuelles ou l’adoption de syncrétismes. L'arabisation se fera de manière plus lente encore.
La première expédition est lancée en 647. L'exarque Grégoire est battu à Sbeïtla, ce qui démontre l'existence de points faibles chez les Byzantins. En 661, une seconde expédition est lancée et se termine par la prise de Bizerte. La troisième, menée en 670 par Oqba Ibn Nafi al-Fihri est décisive : Ibn Nafi fonde la ville de Kairouan durant la même année et la ville devient le centre des expéditions lancées contre le nord et l'ouest du Maghreb ; c'est à cette époque également qu'est fondée la grande mosquée de Kairouan considérée comme le plus ancien et le plus prestigieux sanctuaire de l'Occident musulman. L'invasion complète faillit échouer avec l'assassinat d'Ibn Nafi en 683 et les Byzantins parviennent à chasser les troupes arabes hors de Kairouan. Ces dernières reviennent en 688 mais sont repoussées en Libye. En 695, elles réussissent à prendre Carthage aux Grecs mais les Byzantins la reprennent en 696. La ville est définitivement conquise en 698.
Contrairement aux précédents envahisseurs, les Arabes ne se contentent pas d'occuper la côte et entreprennent de conquérir l'intérieur du pays. Après avoir résisté, les Berbères, après la défaite de Kahena, se convertissent à la religion de leurs nouveaux conquérants. Toutefois, refusant l'assimilation, ils sont nombreux à rejeter la religion dominante et à adhérer au kharidjisme, hérésie née en Orient et proclamant l'égalité de tous les musulmans sans distinction de races ni de classes. En 745, les kharidjites berbères s'emparent d'ailleurs de Kairouan. La région reste une province omeyyade jusqu'en 750.

## Aghlabides
En 799, Ibrahim ibn al-Aghlab, gouverneur du Mzab et envoyé du calife Hâroun ar-Rachîd, se porte contre des insurgés berbères et rétablit l'ordre en Ifriqiya. En 800, le calife lui délègue son pouvoir dans cette région, ce dernier obtenant le titre d'émir. Il s'installe alors à Kairouan et fonde la dynastie des Aghlabides qui se perpétue jusqu'en 909.
Sous le règne des Aghlabides, l'Ifriqiya connaît une ère de prospérité sans précédent. Durant cette période, la Tunisie devient un foyer culturel important avec l'arrivée massive de populations arabes et le rayonnement de la ville de Kairouan. Les Aghlabides se dotent d'une importante flotte de combat pour écarter le danger venant de la mer.

## Fatimides

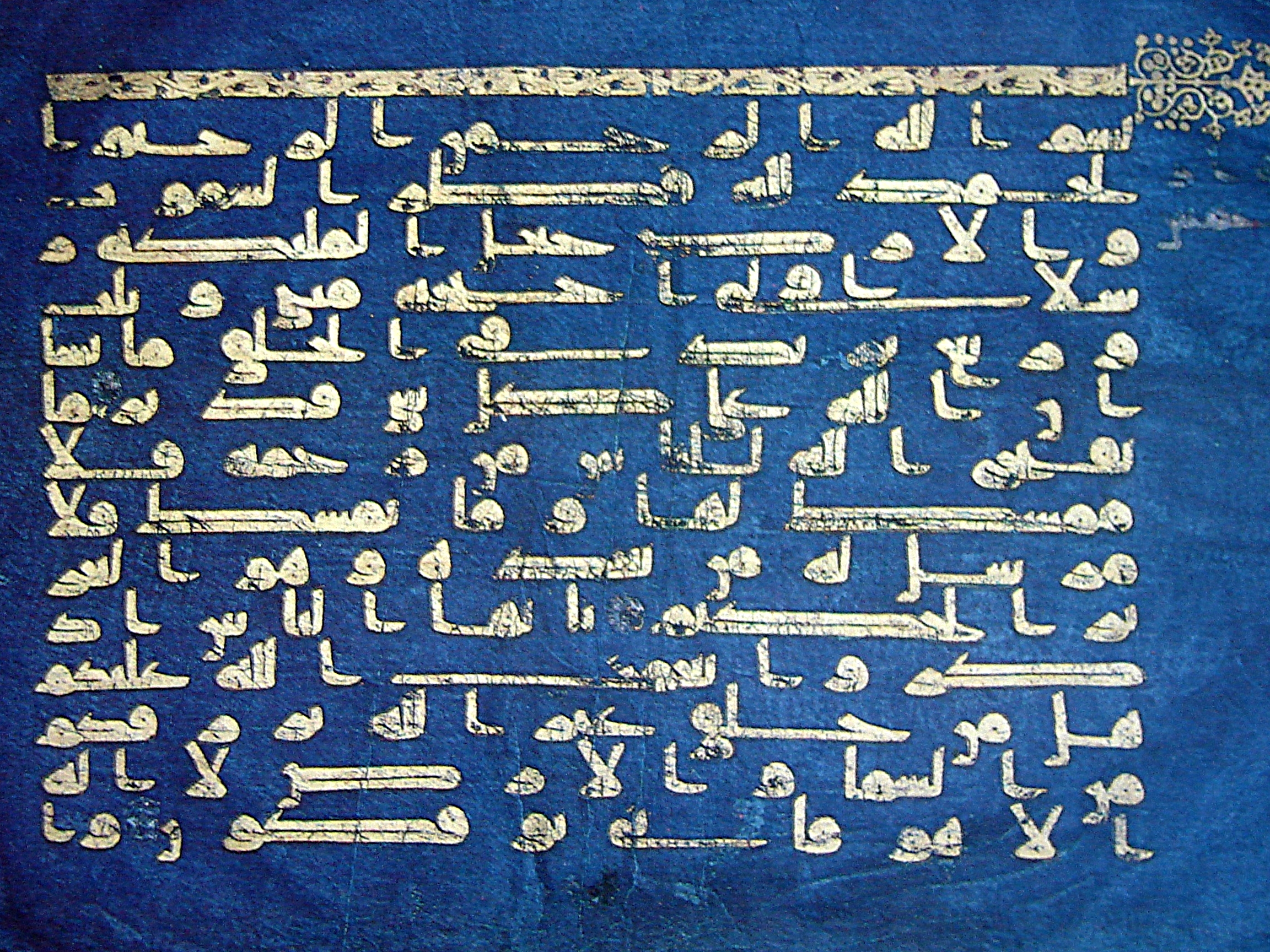
Coran bleu (parchemin du).

Au début du Xe siècle, les Berbères de la puissante tribu des Kutamas, convertis par Abu Abd Allah ach-Chi'i, refusent la domination aghlabide et vont donc se lancer, à partir de la petite Kabylie, à la conquête de l'Ifriqiya. En décembre 909, l'imam Ubayd Allah al-Mahdi, déclare descendre de Fatima Zahra (fille de Mahomet), se proclame chef et imam de Tunisie et fonde la dynastie chiite des Fatimides tout en déclarant comme usurpateurs les califes omeyyades et abbassides ralliés au sunnisme. En 909, ils s'emparent de Kairouan et se rend maître de tout le pays. L'année suivante, il proclame un nouveau califat et installe son gouvernement dans la nouvelle ville de Mahdia (921). Le troisième calife, Ismâ`îl al-Mansûr, transfère la capitale fatimide à Kairouan et s'empare de la Sicile en 948. Le pays fait à nouveau de grands progrès mais cette prospérité est contrariée par l'insurrection kharidjiste menée par Abou Yazid dit « l'homme à l'âne ». En septembre 945, les insurgés occupent Tunis : ils la livrent au pillage et dévastent tous les souks. À son tour, Mahdia est assiégée et les souverains fatimides ne devront leur salut qu'à l'intervention du prince ziride Bologhine ibn Ziri. Ayant rétabli la paix en Ifriqiya, les Fatimides sont enfin prêts à réaliser le rêve du père fondateur de la dynastie. En 973, Al-Muʿizz li-Dīn Allāh, quatrième souverain fatimide, quitte Mahdia pour l'Égypte et installe son gouvernement au Caire (ville de création récente). Avant son départ, il confie le gouvernement de l'Ifriqiya à Bologhine ibn Ziri.

## Zirides et Hammadides
Dès lors, les Zirides, installés à Kairouan puis à Mahdia, prennent peu à peu leur indépendance vis-à-vis de ceux-ci. Mais, après une période de paix, leur règne est troublé par des luttes intestines qui annoncent la décadence et le démembrement de la dynastie. En 1007, la rupture est consommée entre Badis ben Mansur et son oncle Hammad ibn Bologhine. Ce dernier affirme son indépendance vis-à-vis des Zirides et fonde la dynastie des Hammadides. La rivalité entre les deux dynasties reste vivace pendant de nombreuses années.

En 1048, le Ziride Al-Muizz ben Badis rejette l'obédience fatimide et rétablit dans toute l'Ifriqiya le rite sunnite. Il reçoit alors du calife abbasside le titre de « commandeur des croyants au gouvernement de tout le Maghreb ». En rompant avec son suzerain fatimide, il inaugure l'ère de l'émancipation des Berbères. Cette décision provoque toutefois la colère du calife Al-Mustansir Billah. Pour punir les Zirides, il lâche sur l'Ifriqiya les tribus nomades des Hilaliens (comptant plusieurs centaines de milliers de membres). Selon Ibn Khaldoun : 
« Les familles hilaliennes se précipitèrent sur l'Ifriqiya comme une nuée de sauterelles abîmant et détruisant tout ce qui se trouvait sur leur passage. »
 Une grande partie de l'Ifriqiya sera mise à feu et à sang : Kairouan, pourtant fortifiée, résiste pendant cinq ans mais finit par être occupée. Les boutiques sont pillées, les édifices publics abattus et les maisons saccagées. Seules quelques villes côtières dont Tunis échappent à la destruction. Cette « invasion » se caractérise pourtant par une intégration diffuse de familles entières, rompant l'équilibre traditionnel entre Berbères nomades et sédentaires. Il s'ensuit un métissage de la population. Toutefois, l'effritement politique de l'Ifriqiya, conséquence de la disparition des Zirides, plonge le pays dans l'anarchie.

## Khourassanides
Le petit royaume de Tunis renoue peu à peu avec le commerce extérieur et retrouve la paix et la prospérité sous le règne des Khourassanides mais subit de nombreuses famines à la suite des ravages effectués par les Hilaliens dans les campagnes. En dehors de Tunis, qui vit dans une relative stabilité, d'autres ports de l'Ifriqiya subissent la domination des Normands de Sicile. À la même époque, dans les montagnes du Haut Atlas marocain, au milieu de la tribu berbère des Masmouda, naît, sous l'impulsion du cheikh Ibn Toumert, la dynastie des Almohades. Quelques années plus tard, le successeur du Mahdi, son disciple et ami Abd al-Mumin va prendre le titre de calife et quitte Marrakech à la conquête du Maghreb.

## Royaume d'Afrique
À partir du premier tiers du XIIe siècle, la Tunisie est régulièrement attaquée par les Normands de Sicile et du sud de l'Italie (Royaume normanno-sicilien). En 1135, le roi normand Roger II s'empare de Djerba. En 1148, c'est Mahdia, Sousse et Sfax qui tombent aux mains des Normands qui finissent ensuite par assoir leur domination sur les principales villes côtière de l'Ifriqiya, dont notamment Tunis.
Le royaume d'Afrique est une extension de la frontière siculo-normande dans l'ancienne province romaine d'Afrique (alors appelée Ifriqiya), qui correspond aujourd'hui à la Tunisie ainsi qu'à une partie de l'Algérie et de la Libye. 
La conquête sicilienne de l'Ifriqiya commence sous le règne de Roger II en 1146-1148. Le règne sicilien consiste en des garnisons militaires dans les principales villes, des exactions sur les populations musulmanes, la protection des chrétiens et le monnayage de pièces de monnaie. L'aristocratie locale est largement gardée en place et des princes musulmans se chargent des affaires civiles sous surveillance normande. Les relations économiques entre la Sicile et l'Ifriqiya, qui étaient déjà fortes avant la conquête, sont renforcées, tandis que les échanges entre l'Ifriqiya et le nord de l'Italie sont étendus. Sous le règne de Guillaume Ier de Sicile, le royaume d'Afrique tombe aux mains des Almohades (1158-1160). Son héritage le plus durable est le réalignement des puissances méditerranéennes provoqué par sa disparition et la paix siculo-almohade finalisée en 1180.

## Almohades
En 1159, le sultan almohade Abd al-Mumin arrive en Ifriqiya et expulse les Normands de tous les ports qu'ils occupent : leur dernière place forte, Mahdia, est reprise qu'en janvier 1160. Il s'empare de Tunis et des autres villes d'Ifriqiya, destitue le dernier souverain khourassanide et installe à sa place un gouvernement almohade chargé de l'administration de toute l'Ifriqiya. Dans le même temps a lieu l'unification du Maghreb. L'économie devient florissante et des relations commerciales s'établissent avec les principales villes du pourtour méditerranéen (Pise, Gênes, Marseille, Venise et certaines villes d'Espagne). L'essor touche également le domaine culturel avec les œuvres du grand historien et père de la sociologie Ibn Khaldoun.
La paix ne durera qu'un temps car un nouvel événement vient encore une fois bouleverser le destin de la Tunisie. À la fin du XIIe siècle, des princes almoravides, les frères Ali et Yahia ibn Ghania partis des îles Baléares, débarquent à Béjaïa et se lancent à l'assaut des villes de l'Ifriqiya. Ils occupent pendant un temps la ville de Tunis. En 1204, le calife almohade Muhammad an-Nasir lance ses troupes contre cette province lointaine de son royaume. Toute l'Ifriqiya est libérée et l'autorité almohade rétablie.

## Hafsides
Dans Tunis libérée et promue capitale de l'Ifriqiya, Muhammad an-Nasir installe comme gouverneur le cheikh Abd al-Wâhid ibn Hafs. En 1228, son fils Abû Zakariyâ' Yahyâ s'empare du pouvoir et, un an plus tard, s'affranchit du pouvoir almohade de Marrakech, prend le titre d'émir et fonde la dynastie des Hafsides qui devient totalement indépendante dès 1236. Il entreprend aussitôt la conquête du Maghreb. En 1245, son autorité est reconnue jusqu'à Fès. À sa mort, son fils Abû `Abd Allah Muhammad hérite d'un puissant empire. Ce dernier continue l'œuvre de son père. En 1253, il prend le titre d'« émir des croyants » et le surnom honorifique d'« Al-Mustansir ». Sous son règne, la souveraineté du sultan hafside est reconnue par les souverains d'Andalousie, les Abdalwadides de Tlemcen, les Mérinides de Fès et même le chérif de La Mecque.

En 1270, Louis IX dévie la huitième croisade, à l'origine destinée à la Terre sainte, sur Carthage. Tunis assiégée par les armées chrétiennes réussit à repousser toutes les attaques de ses ennemis. La mort de Louis IX met fin à la guerre et entraîne la signature d'un traité de paix entre les puissances chrétiennes et le calife hafside. Selon Ibn Khaldoun : 
« Les Français repassèrent dans leur pays et ce fut ainsi qu'ils laissèrent tomber leur puissance et leur domination. Depuis lors, leur décadence ne s'arrêtera pas... »
Abû `Abd Allah Muhammad al-Mustansir meurt en 1277. Sa succession se fait dans une grande confusion et l'Ifriqiya sombre dans une crise qui entraîne l'affaiblissement de la dynastie. La fin du XIIIe siècle est dominée par la lutte contre les Mérinides et l'éclatement du royaume en plusieurs petites principautés autonomes comme celles de Béjaïa et de Constantine. Les principales villes de l'Ifriqiya sont livrées aux tribus arabes et aux chrétiens. Seul Tunis, comme le constate le voyageur El-Abdery en 1289, reste un centre de commerce et d'études indépendant. Pendant toute la première moitié du XIVe siècle, les Mérinides, les Abdelouadides et les Hafsides se disputent le contrôle du Maghreb. En 1370, l'émir Abû al-`Abbâs Ahmad al-Mustansir réussit à restaurer l'autorité hafside sur l'Ifriqiya. Le pays retrouve à nouveau la paix et la prospérité et accueille quelques milliers d'Andalous.

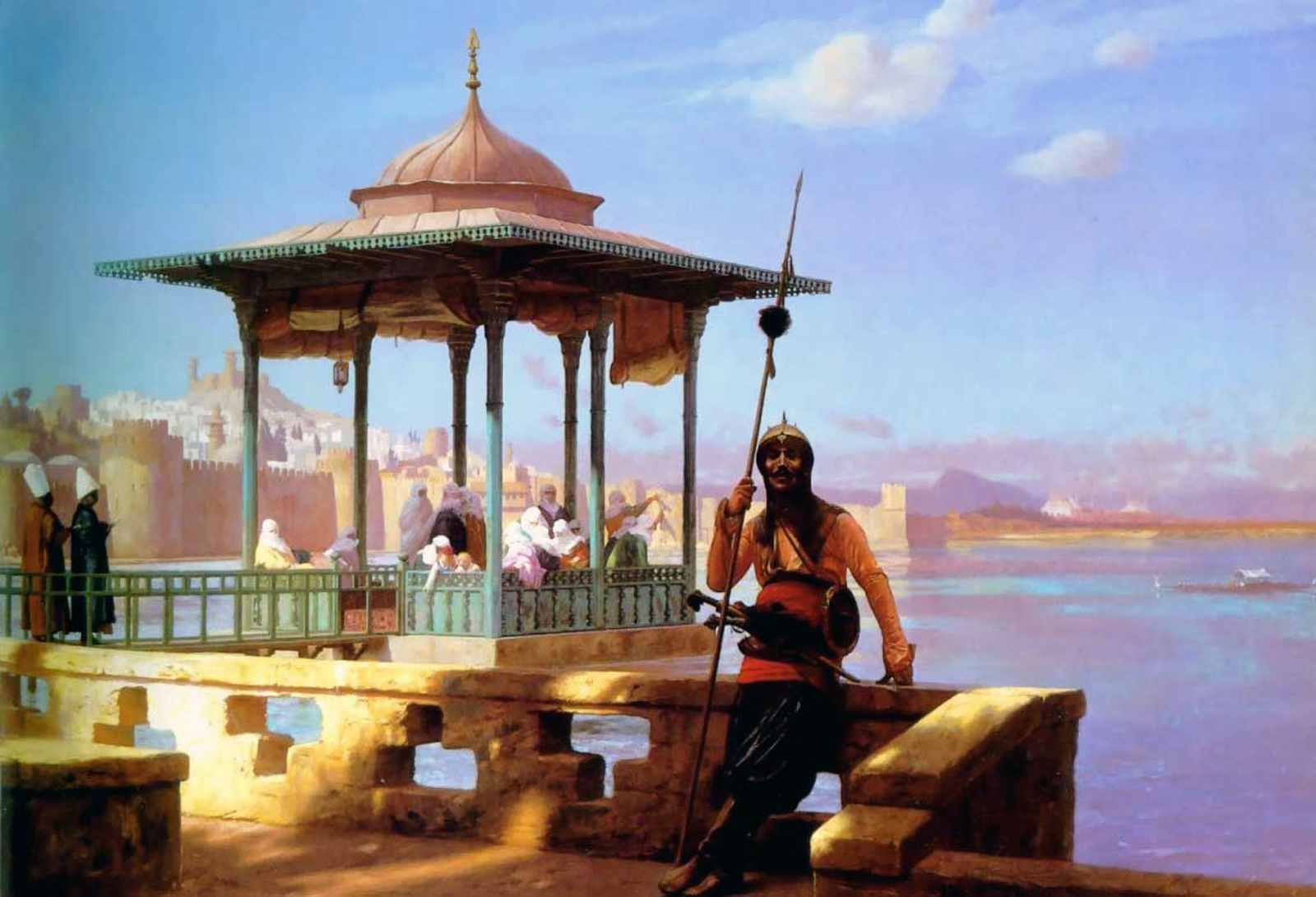
Corsaires barbaresques.

C'est probablement à cette époque que s'établit l'usage de la course en mer Méditerranée contre les navires chrétiens. D'après Ibn Khaldoun, celle-ci est pratiquée vers 1360 à partir des ports du Maghreb central et de l'Ifriqiya et principalement de Béjaïa qui en était le berceau : 
« La course se fait de la manière suivante : une société plus ou moins nombreuse de corsaires s'organise. Ils construisent un navire et choisissent pour le monter des hommes d'une bravoure éprouvée. Ces guerriers effectuent des raids sur les côtes et îles habitées par les Francs. Ils y arrivent à l'improviste et enlèvent tout ce qui leur tombe sous la main, ils attaquent aussi les navires et les infidèles, s'en emparent très souvent et rentrent chez eux chargés de butins et de prisonniers. De cette manière, Béjaïa et les autres ports [de l'empire hafside] se remplissent de captifs. Les rues retentissent du bruit de leurs chaînes surtout quand ces malheureux chargés de fer et de carcans se répandent de tous côtés pour travailler à leur tâche journalière. On fixe le prix de leur rachat à un taux si élevé qu'il leur était très difficile et souvent même impossible de l'acquitter. »
 La course prend une rapide expansion et le royaume hafside en tire des revenus importants. La réaction des puissances chrétiennes ne se fait pas attendre. Les Génois, les Siciliens, les Français puis les Espagnols se retournent contre les ports de l'Ifriqiya.
Abû Fâris `Abd al-`Azîz al-Mutawakkil, qui succède à son père en 1393, réussit à maintenir la stabilité du pays et à rétablir l'autorité hafside sur le Maghreb central. À sa mort en 1434, son successeur désigné, Abû `Abd AIlâh Muhammad al-Mutansir, décédé peu de temps après son intronisation, est aussitôt remplacé par son frère Abû `Umar `Uthmân. Celui-ci continue l'œuvre de son père mais son règne, qui dure près de 60 ans, est souvent troublé par les révoltes des tribus arabes et les différentes catastrophes naturelles qui s'abattent sur l'Ifriqiya telles que les épidémies de peste et les longues périodes de sécheresse. La mort d'Abû `Umar `Uthmân, survenue en 1494, à peine deux ans après la chute de Grenade, annonce la fin des dynasties régnantes au Maghreb et en Ifriqiya. À la fin du XVe siècle, le territoire gouverné par les Hafsides se limite presque à la seule cité de Tunis. Cette Ifriqiya, décadente mais riche, reste sous la menace des puissances chrétiennes.
Les souverains d'Espagne, Ferdinand d'Aragon et Isabelle la Catholique, pour protéger leurs côtes, décident de poursuivre la reconquête jusque sur les côtes maghrébines. En une dizaine d'années, ils conquièrent plusieurs villes : Mers el-Kébir, Oran, Bougie, Tripoli et un îlot situé au large d'Alger. Pour s'en libérer, les autorités d'Alger sollicitent l'aide de deux corsaires renommés : les frères Arudj et Khayr ad-Din Barberousse. Cette intervention est un événement majeur qui marque le début d'une période de confrontation entre l'Espagne et l'Empire ottoman pour la domination des territoires du Maghreb et celle du bassin occidental de la Méditerranée. C'est dans ce contexte que se produit l'arrivée au Maghreb, notamment en Tunisie, de milliers de maures musulmans et juifs andalous chassés d'Espagne par la reconquête (ou Reconquista).

## Vers la domination ottomane
En 1534, Khayr ad-Din Barberousse s'empare de Tunis mais est obligé de s'enfuir après la prise de la ville par les Espagnols de Charles Quint. Le gouvernement ottoman décide alors de se doter enfin de la flotte qui lui manque. En 1560, Dragut prend pied en Tunisie, à la suite de la bataille de Djerba, et, 35 ans plus tard, Tunis est définitivement reprise par les Ottomans. En 1575, la Tunisie devient une province de l'empire mais les gouverneurs vivent retranchés dans les ports, les Bédouins étant livrés à eux-mêmes. La conquête de l'intérieur n'est vraiment achevée que par Ali Ier Pacha et Hammouda Pacha. Tunis, mais également Alger et Tripoli, deviennent dès lors pour les chrétiens les « régences barbaresques ».
Le XVIIe siècle voit une émancipation progressive des régences vis-à-vis de la tutelle ottomane car, les Ottomans étant peu nombreux au Maghreb, leur rôle ne cesse de décroître au profit des indigènes. Au bout de quelques années d'administration turque (1591), les 8 000 janissaires de Tunis s'insurgent et placent à la tête de l'État un dey, et sous ses ordres, un bey chargé du contrôle du territoire et de la collecte des impôts. Rapidement, ce dernier devient le personnage principal de la régence aux côtés du pacha, qui est confiné dans le rôle honorifique de représentant du sultan ottoman, au point qu'une dynastie beylicale est fondée par Mourad I Bey en 1613. Durant la même période, les activités des corsaires connaissent leur paroxysme car l'autonomie croissante vis-à-vis du sultan entraîne une baisse de son soutien financier et les régences doivent donc accroître le nombre de leurs prises sur mer afin de survivre. Régulièrement, des milliers de Turcs et d'Ottomans viennent s'établir, volontairement, en quête d'aventure et de richesse ou condamnés à l'exil, dans la régence de Tunis.